# デミーン
デミーン（ドイツ語発音：(dɛˈmiːn) は、ドイツ北東部のメクレンブルクのメクレンブルギッシェ＝ゼーエンプラッテ郡の町であり、旧デミーン県の県庁所在地であり、旧東ドイツ時代の領土であった。

## 地理と行政
デミーンは西ポメラニア平原に、ペーネ川（英語: Peene）、トレンセ川（英語: Tollense）、トレベル川（英語: Trebel (river)）の合流地点に位置している。デミーンからクメロウ湖（英語: Lake Kummerow）とシュチェチン潟湖への交通道には小舟でペーネ川を通う水路交通もあるし、ノイブランデンブルクからアルテントレプトウを経由して、道路と自転車車道による陸路交通もある。このトレンセ川、トレベル川及びペーネ川の三つの河川で合流する地域は、観光目的で古代の”ツヴァイストロムランド”（ドイツ語：Zweistromland）（メソポタミアの意）を借用し、”ドライストロムランド”（ドイツ語：Dreistromland）と呼ばれている。
デミーンの北部地方にはドロセドウ（Drosedow）の森とヴォルデフォルスト（Woldeforst）の森（約174ヘクタール）があり、その中にはクロンヴァルト自然保護区（Kronwald Nature Reserv）（約103ヘクタール）もある。西のペーネ川左岸には、デーヴェナー・ホルツ（Devener Holz）の森林地帯があり、左岸にはフォルヴェルカー・シュヴァイツ（Vorwerker Schweiz）の森、町の東にはサンドベルグ松樹林、南東にはヴォルヴェルク（Vorwerk）の森がある。

### 管轄町村と人口統計
| 町村         | 2012年12月 | 2013年6月 |
| ------------ | ---------- | --------- |
| Deven        | 38         | 38        |
| Drönnewitz   | 218        | 215       |
| Erdmannshöhe | 13         | 13        |
| Karlshof     | 14         | 11        |
| Lindenfelde  | 65         | 66        |
| Randow       | 104        | 98        |
| Seedorf      | 93         | 91        |
| Siebeneichen | 12         | 13        |
| Vorwerk      | 417        | 414       |
| Waldberg     | 22         | 19        |
| Woldeforst   | 1          | 2         |
| Wotenick     | 210        | 211       |
| 総人口       | 11,650     | 11,574    |

## 歴史

### 地名由来
デミーンという地名の由来には二説があり、一説はスラブ語"timänie"「湿地帯」が語源かもしれない。もう一説は古ポラーブ語（複数形：dyminy）の「煙」であるので、当時の人々が焼畑によって土地を開拓し、入植の可能性があると指す。1075年にブレーメンのアダムは、デミーン城をめぐる争いを記述した。歴史の流れと伴い、地名も絶えず変更し、史料には「Dymine」、「Dimin」とあり、ラテン語では「Dyminium」、「Demmyn」となったが、1320年以来、現在のデミーン「Demmin」という表記で知られている。
また、史料に裏付けられていない他の伝説によると、二人の王女は「デミーン家屋」（Haus Demmin）と呼ばれるお城を築き、城が出来上がった後、これが「我々の家」（ドイツ語：Dat Hus is din und min）だとお互いに誓い合った。こうして、これが地名の由来となり、また、町の歩みとしても始まったと言われている。

### 先史時代
紀元前5500年から紀元前4900年にかけて、新石器時代の線帯文土器文化が東方から、そしてオーデル川からデミーンの東の地域に広がってきた、ウポスト付近の大支石墓は、最東端の大支石墓として分類されている。漏斗状ビーカー文化の証拠として、デミーン郡周辺は119基の巨石建造物に囲まれており、そのうち56基が部分的に保存されている。その内に37基が支石墓であり、6つの単純な支石墓も保存されていることで、デミーンとその周辺地域は、このような施設の建設がルーツとなった地域である。後期には、デミーン地域に12基の墳丘墓と盆地の石が保存されているという特徴からして、紀元前1800年頃から、ゲルマン人がこの地域に定住し始めたと考えられる。

### 中世

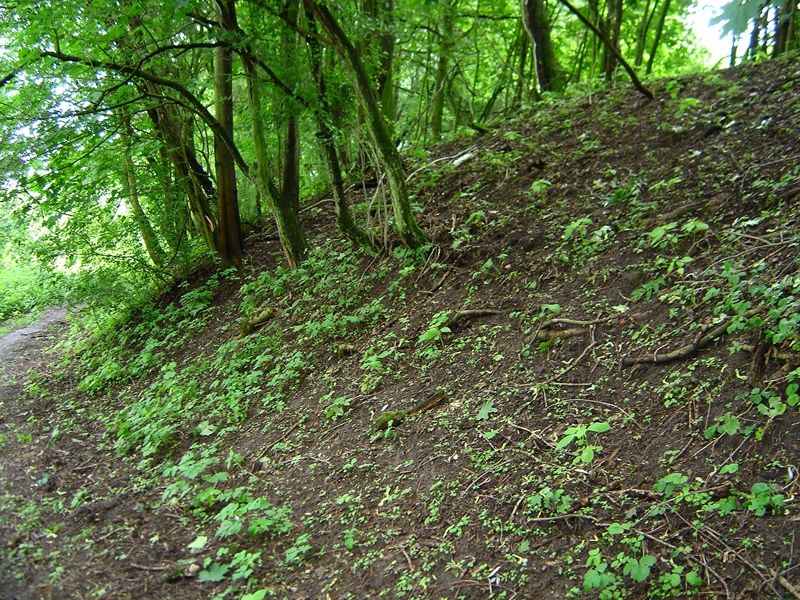
ルティチ人に築かれた「ハウス・デミーン」遺跡の一部

森林に取り囲まれたデミーンにスラヴ人の一族であるヴェレティ人（英語: Veleti）が定住したのは8世紀まで遡ることができる。 789年に、カール大帝がとザクセン人の同盟者であったヴェレティ族とザクセン戦争を起こし、戦の結果、ヴェレティ人のドラゴヴィット大王が敗れ、カール大帝への忠誠を誓うことを余儀なくされた。ドラゴヴィット（英語: Dragovit）大王は、当時に据えていた「シヴィタス・ドラゴウィティ城」はヴォルヴェルク（デミーン）にあった可能性が高いと言われている。
この地域は居住に適している上、河川や交易路の交差点に位置している要衝でもあった。10世紀初頭、ヴェレティ族とフランク族の争いの間に、チェルキパニア（英語: Circipania）部落のルティチ人（英語: Lutici）が国境城を築き上げ、その城は後に「ハウス・デミーン」と呼ばれ、その支配領域はチェルキパニア（英語: Circipania）の東部と西のギュストロウ（英語: Güstrow）に及び、その主城はテテロフ（英語: Teterow）であった。
デミーンは中世の西スラヴ人チェルキパニア（英語: Circipania）の拠点であり、その戦略的重要性から、ヴォルヴェルク（Vorwerk）と「ハウス・デミーン」に拠点が築かれた（そして、絶えず攻撃され、破壊された）。12世紀初頭、ポメラニアに主権を確立したポーランドの君主ボレスワフ3世は、1127年にデミーンを訪れたバンベルクのオットー（英語: Otto of Bamberg）にキリスト教の伝教を依頼し、キリスト教化の導入を進めた。それで、住民はキリスト教を受け入れ、1140年には教会が設立された。 1160年、デミーンは小さな同名の公国の首都となり、1164年
に一時にハインリヒ3世に占領されたことがあったが、後に光復した。1177年にハインリヒ3世に再度包囲されたが、その攻防戦に勝利した。1211年、デミーンはデンマークのヴァルデマー2世に占領され、それによる支配は1227年まで続いた。1264年、デミーンはポメラニア公国に再統合された。
13世紀ごろ、デミーンは旧来の特権と共に、その施政権もボボギスラフ4世 (ポメラニア公)（英語: Bogislaw IV, Duke of Pomerania）、バルニム2世（英語: Barnim II）及びオットー1世(ポメラニア公)（英語: Otto I, Duke of Pomerania）によって1292年に授与された。
1295年に、ポメラニア公国の分裂により、町はヴォルガスト公爵（英語: Pomerania-Wolgast）の家に、城はシュチェチン公爵（英語: Pomerania-Stettin）の家に分譲された。1326年、オットー1世は、この町に来るすべての商人に対し、この地域の関税と税金の免除を許可した。1327年、リューゲン継承戦争（英語: Wars of the Rügen Succession）でメクレンブルクはデミーンを包囲したが、失敗に終わった。1478年以降、デミーンは再統一されたポメラニア公国の一部となった。

### 近現代
ハンザ同盟の沿岸都市を除いたポメラニア地方の大半と同様、デミーンとその周辺地域は今日に至るまで依然として農産業を中心としている。デミーンはハンザ同盟のメンバーであったが、ピーネ川などの河流によって、この地域とバルト海沿岸とを結んだのである。
三十年戦争の間、デミーンは1627年から1630年まで神聖ローマ帝国に占領され、その後はスウェーデン軍に占領された。1648年以降、デミーンはスウェーデン領ポメラニアの一部となった。1720年からはプロイセンの一部となり、行政上はポメラニア州に属していた。1807年にはフランスに一時的に占領されていた。19世紀後半、住民は主に織物、皮なめし、漁業、貿易に従事していた。
ワイマール共和国時代、デミーンは民族主義組織の「ドイツ国家人民党」と「前線兵士同盟」の拠点となった。
1933年以前にも、ユダヤ系企業に対するボイコットがあり、ほとんどのユダヤ人が追いやられ、シナゴーグは1938年6月に家具会社に売却され、現在も建物として残っている。1933年にナチス政権が誕生後、ユダヤ人に対する迫害のエスカレードと共に、1938年11月11日、「水晶の夜」の一環として、数千人は広場に集まり、反ユダヤ主義デモを行った。
第二次世界大戦中、ポーランド人、ロシア人、フランス人やベルギー人などの捕虜たちがこの町で強制労働に使われた。戦争末期の1945年の4月に、デミーンに駐留していたドイツ軍は撤退する前にソ連軍の侵攻を妨げるため、各要衝の川に架かった橋を爆破したが、そのため、平民たちのデミーンから脱出する逃げ道も寸断された。4月30日にデミーンは陥落。4月30日から5月1日にかけて、ソ連軍による強姦、略奪でデミーン市民たちの間には数百人に及ぶ集団自殺の事件が引き起こされた上、50％近くのデミーンの家屋もソ連軍の放火で廃墟になり、その4/5は歴史的中心部に集中していたという。
1945年から1952年までデミーンはメクレンブルク＝フォアポンメルン州に属し、1952年から1990年までは東ドイツのノイブランデンブルク県に編入され、1990年以降は再びメクレンブルク＝フォアポンメルン州に帰属するようになった。